# Roman Lengyel
Roman Lengyel (České Budějovice, 3 novembre 1978) è un ex calciatore ceco, di ruolo difensore.

## Palmarès

### Club

#### Competizioni nazionali
- Campionato ceco: 2

Sparta Praga: 1999-2000, 2000-2001